# Miopatía mitocondrial
Se conoce con el nombre de miopatia mitocondrial a un conjunto de enfermedades que se producen como consecuencia de un fallo bioquímico en la función de la mitocondria y provocan debilidad muscular. Los síntomas y su gravedad son muy variables dependiendo del subtipo concreto. Para llegar al diagnóstico de este tipo de trastornos es necesario realizar una biopsia muscular. Están provocadas por ciertas mutaciones que pueden afectar tanto al ADN mitocondrial como al ADN nuclear.

## Función de la mitocondria
Una de las funciones más importantes de la mitocondria, es la producción de energía mediante la oxidación aeróbica de algún
sustrato. La mitocondria es un orgánulo celular que posee material genético propio que se conoce como ADN mitocondrial.

## Formas clínicas
En la mayor parte de los casos los síntomas de afectación muscular se asocian a otros muy variados, destacando por su importancia la afectación del sistema nervioso central.
- Miopatía infantil fatal. Es una de las variantes más graves. Provoca debilidad muscular que se inicia poco después del nacimiento y se complica con acidosis láctica e insuficiencia respiratoria grave.

- Oftalmoplejía externa crónica progresiva. Se manifiesta inicialmente por caída de los párpados asimétrica, cursando posteriormente con afectación de otros músculos oculares, provocando dificultad para el movimiento de los ojos.

- Miopatía mitocondrial por déficit de timidina quinasa 2. Existen muy pocos casos descritos a nivel mundial.

- Síndrome MELAS. En este caso la miopatía se asocia a múltiples síntomas, incluyendo vómitos, demencia, epilepsia, sordera, dificultad para la marcha (ataxia), retinopatía y cardiomiopatía.

- Síndrome MERRF. Rara enfermedad de la que existen diversas variantes. La debilidad muscular se asocia a múltiples síntomas.

- Intolerancia al ejercicio. Es una variante más leve que causa principalmente dolor o cansancio intenso tras realizar ejercicio físico. Los síntomas pueden ser más intensos si se ha consumido alcohol o en otras circunstancias como infecciones respiratorias que provocan fiebre.